# Měření tlaku
Měření tlaku spadá pod vědní a technický obor metrologie. Tlak je silové působení tekutiny (kapalina nebo plyn) na povrch, který je s touto tekutinou v kontaktu (stěny nádoby, povrch ponorky, dno nádrže…). V soustavě SI je jednotkou pro měření tlaku pascal (Pa), 1 Pa = 1 N/m2, nebo v základních jednotkách 1 Pa = 1 kg·m−1·s−2. Nejstarším přístrojem pro měření tlaku je Torricelliho barometr (vertikální trubice naplněná rtutí) vynalezený Evangelistou Torricellim v roce 1643. U-manometr byl vynalezen o 18 let později Christiaanem Huygensem.

## Základní pojmy
Některé základní pojmy při měření tlaku:
- Nulový tlak (0 Pa, neboli absolutní vakuum) je tlak v prostoru zcela zbaveném jakýchkoli částic.
- Absolutní tlak (pa) je tlak měřený od nuly.
- Barometrický tlak (pb), nazývaný též atmosférický, je absolutní hydrostatický tlak zemského ovzduší, normální atmosférický tlak u hladiny moře je 101 325 Pa.
- Vakuum je absolutní tlak nižší než atmosférický.
- Relativní tlak, tj. přetlak (ppř > pb) nebo podtlak (ppo < pb) je rozdíl měřeného a barometrického tlaku.
- Rozdílový, neboli diferenční tlak (pr) je rozdíl dvou současně působících tlaků.

## Přístroje pro měření tlaku
Přístroj pro měření tlaku se obecně nazývá tlakoměr, používá se však řada dalších názvů:
- manometr se používá pro měření tlaku v uzavřeném prostoru (nádrž, potrubí...), obvykle udává rozdíl tlaku proti tlaku atmosférickému - přetlak nebo podtlak,
- vakuometr je přístroj pro měření vakua, udává skutečnou, tzv. absolutní hodnotu tlaku,
- barometr je přístroj pro měření atmosférického tlaku a udává absolutní hodnotu tlaku,
- výškoměr je tlakoměr, který měří atmosférický tlak, ale udává nadmořskou výšku, která je atmosférickému tlaku úměrná (s rostoucí nadmořskou výškou atmosférický tlak klesá),
- tonometr je přístroj pro měření krevního tlaku, udává přetlak oproti barometrickému tlaku v jednotkách mmHg,
- tlakový senzor převádí tlak obvykle na elektrický signál pro další zpracování,
- baroskop je druh čidla pro dálkové měření tlaku.

### Princip funkce
Podle principu funkce lze tlakoměry rozdělit na:
- kapalinové – měřený tlak odpovídá hydrostatickému tlaku sloupce měřicí kapaliny, měření tlaku se převádí na měření délky, tj. výšky sloupce měřicí kapaliny, respektive rozdílu výšek hladin měřicí kapaliny.
- zvonové – měřený tlak je úměrný zdvihu zvonu plovoucího v kapalině a nadzvenávaného tlakem plynu pod zvonem,
- pístové – měřený tlak je úměrný hmotnosti závaží na pístu,
- deformační – měřený tlak je úměrný deformaci pružného měřicího prvku (Bourdonova trubice, membrána, plochá krabice).
- elektrické – měření tlaku je převedeno na měření  elektrické veličiny.

Elektrické tlakoměry a tlaková čidla často využívají stejné měřicí prvky jako deformační tlakoměry, velikost deformace však není snímána mechanicky, ale je převedena na elektrickou veličinu (indukčnost, kapacita, odpor), nebo přímo elektrické napětí (pomocí piezoelektrického prvku), případně se velikost deformace vyhodnocuje na základě změny optických ztrát způsobených deformací optického vlákna. Pro měření tlaků v řádu gigapascalů existují čidla, u nichž se vyhodnocuje přímo změna elektrické vodivosti měřicího prvku působením tlaku.

## Jednotky

### Pascal a jeho násobky a díly
V soustavě SI je jednotkou pro veličinu tlak pascal, značka Pa. Jeden pascal odpovídá síle jednoho newtonu působící na plochu jednoho metru čtverečního: 1 Pa = 1 N/m2. Protože 1 N = 1 kg/(m/s2), je v základních jednotkách 1 Pa = 1 kg·m−1·s−2. V praxi se používají násobky a díly:
- kilopascal (kPa, tj. 103 Pa) - v technické praxi v oborech pracujících s tlaky řádově blízkými tlaku atmosférickému,
- megapascal (MPa, tj. 106 Pa) pro vyšší tlaky (tlaková zařízení, hydrostatické tlaky ve větších hloubkách),
- gigapascal (GPa, tj. 109 Pa) - např. v oboru hlubinné geologie a geofyziky,
- hektopascal (hPa, tj. 100 Pa) - téměř výhradně v meteorologii, kde nahradil starší milibar stejné velikosti.
- milipascal (mPa, tj. 10−3 Pa) a mikropascal (μPa, tj. 10−6 Pa) - ve vakuové technice.

### Jednotky mimo SI
Pascal je jedinou jednotkou povolenou současnými českými i evropskými technickými normami. Mimo EU se používají i jiné jednotky. I v Česku se někdy používají zastaralé (nepovolené) jednotky nebo jednotky vycházející ze zahraničních měrových soustav. Některé z nich uvádí následující přehled:
- bar (1 bar = 100 000 Pa ≈ 1 at ≈ 1 atm) - zastaralá jednotka, která je občas užívána pro svou názornost, přibližně odpovídá jiné starší jednotce atmosféra.
- (technická) atmosféra, značka at (1 at = 98066 Pa), zastaralá jednotka, používá se i přepis kp/cm², kgf/cm², případně kg/cm² (čímž je míněno gn·kg/cm²),
- fyzikální atmosféra (též standardní atmosféra), značka atm (1 atm = 101 325 Pa) - zastaralá,
- milimetr vodního sloupce (1 mmH2O = 9,8066 Pa, vyskytuje se i zápis mm v.s.) - zastaralá jednotka pro měření velmi malých tlaků pomocí U manometrů naplněných vodou, občas se ještě používá zejména v oblasti vzduchotechniky nebo řízení spalovacích procesů,
- palec vodního sloupce (1 inH2O = 1 inAq = 249,1 Pa) - obdoba předchozí dodnes používaná v angloamerických teritoriích,
- torr (1 torr = 1 mmHg = 1/760 atm ≈ 133,32 Pa) - zastaralá jednotka na základě rtuťových tlakoměrů, nejčastěji se používala v meteorologii, dodnes se používá v lékařství při měření krevního tlaku,
- palec rtuťového sloupce (1 inHg = 3386,4 Pa) - obdoba předchozí v angloamerických teritoriích,
- libra na čtvereční palec (1 psi = 6894,8 Pa) ("pound per square inch", přesněji "pound-force per square inch") - nejčastěji používaná jednotka pro měření tlaku v angloamerických teritoriích:
  - psia ("pound per square inch absolute") - tlak absolutní,
  - psig ("pound per square inch gage") - přetlak/podtlak vzhledem k tlaku atmosférickému,
  - psid ("pound per square inch differential") - diferenční tlak,
- libra na čtvereční stopu (1 psf = 47,88 Pa) ("pound per square foot") - používaná zřídka pro měření malých tlaků v angloamerických teritoriích.

## Hrubé rozdělení rozsahů tlaku
Tlak vyšší než atmosférický lze zařadit do kategorií:[zdroj⁠?!]
- zvýšený tlak, do ~ 3×106 Pa[zdroj⁠?!]
- vysoký tlak, do ~ 4×107 Pa[zdroj⁠?!]
- velmi vysoký tlak, do ~ 5×108 Pa[zdroj⁠?!]
- ultravysoký tlak, nad ~ 5×108 Pa[zdroj⁠?!]

Tlak nižší než atmosférický je označován jako podtlak, pro relativní hodnoty vztažené k atmosférickému tlaku, nebo vakuum pro absolutní hodnoty. Dokonalé vakuum (0 Pa) je technickými prostředky nerealizovatelné. Vakuum v meziplanetárním prostoru stále obsahuje asi jednu částici v krychlovém centimetru, což odpovídá tlaku 10−14 Pa. Na nízké oběžné dráze dosahuje vakuum hodnot 10−7 – 10−4 Pa.
Podle ISO 3529-1:2019 jsou kategorie vakua:
- nízké vakuum: 100 Pa – běžný atmosférický tlak
- střední vakuum: 10−1 – 102 Pa
- vysoké vakuum: 10−6 – 10−1 Pa
- ultravysoké vakuum: 10−9 – 10−6 Pa
- extrémně vysoké vakuum: < 10−9 Pa, dosažitelné s použitím getru

## Zařízení
Pro měření tlaku již bylo vynalezeno velké množství přístrojů, každý z nich má své výhody i nevýhody. Tlakový rozsah, přesnost, dynamická odezva atd. Nejstarším z nich je kapalinová trubice (vertikální trubice naplněná rtutí) byla vynalezena Evangelistou Torricellim v roce 1643. U-trubice byla vynalezena o 18 let později Christiaanem Huygensem.

### Hydrostatický
Hydrostatická měřidla (jako například sloupcový rtuťový manometr) porovnávají tlak s hydrostatickou silu na jednotku plochy. Hydrostatická měřidla jsou nezávislá na druhu měřeného plynu a může být navržen tak, aby měl velmi lineární kalibraci. Tyto snímače mají špatnou dynamickou odezvu.

#### Pístový
Pístová měřidla s protiváhou kapaliny a pružinou (například měřidla tlaku pneumatik s nízkou přesností).

#### U-manometr s kapalinovým sloupcem
Jak už sám název napovídá, jedná se o průhlednou trubici (většinou skleněnou) zahnutou do tvaru písmene U. Manometr měří rozdíl tlaků ve dvou bodech, kdy jeden bod je připojen na referenční tlak (předem definovaný) a druhý bod je připojen na měřený tlak. Výhodou je poměrně vysoká přesnost (u mikromanometrů s laserovým odečtem) nevýhodou je malá rychlost měření, tedy dynamického tlaku.
V ustáleném stavu je rozdíl mezi referenčním (nebo známým) tlakem p1 a měřeným (neznámým) tlakem p2 dán vztahem {\displaystyle \Delta p=p2-p1} nebo {\displaystyle \Delta p=h\rho g\,\!} kde ρ je hustota manometrické kapaliny při teplotě měření, g je místní gravitační zrychlení a h je výškový rozdíl hladin v obou ramenech manometru.
Pro tlaky nižší než tlak atmosférický se často používá zkrácený rtuťový U-manometr. Rozdíl hladin v ramenech tohoto manometru nám přímo udává tlak vakua v připojeném systému jednotkách torr (mm Hg sloupce). Pro velmi přesná měření jsou k dispozici mikromanometry s laserovým odečtem hladiny rtuti a ty jsou schopny měřit změny tlaků 0,05 Pa.

#### McLeodův kompresní manometr
McLeodův kompresní manometr pracuje tak že nad rtuťovým uzávěrem je uzavřeno definované množství plynu, který je stlačován (expandován) hydrostatickým tlakem rtuťového sloupce a tlakem v měřeném prostoru. Princip tohoto manometru je založen na Boyleově-Mariottově zákonu a slouží jako tlakový (vakuový) standard pro rozsahy od 10−4 Pa do 103 Pa s kalibrační nejistotou 0,5 % pro tlaky vyšší než 10−1 Pa a kolem 3 % při tlacích nižších než 10−2 Pa.

### Aneroid
Aneroid je přístroj k měření atmosférického tlaku (tlaku vzduchu), na rozdíl od barografu ukazuje současný stav tlaku. Práce s aneroidem byla oproti práci se rtuťovým tlakoměrem podstatně jednodušší, protože přístroj je menší, neobsahuje rtuť a je odolnější (nehrozí rozbití skleněných částí).

#### Manometr s Bourdonovou trubicí

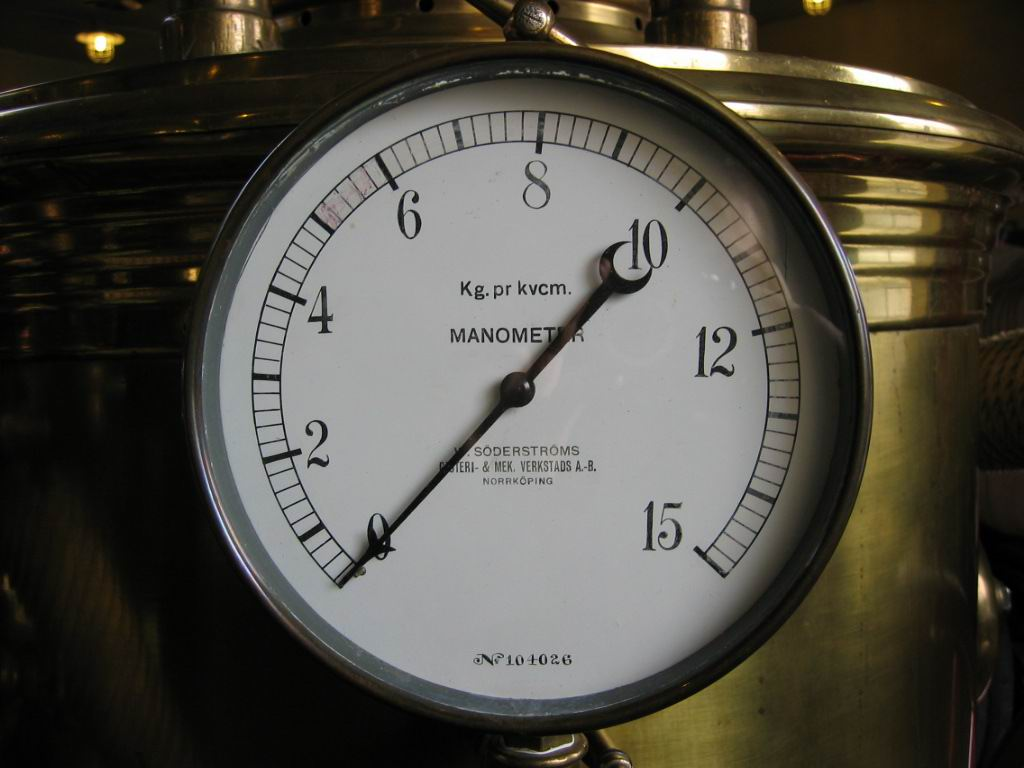
Manometr s Bourdonovou trubicí

Jedná se o mechanický převodník tlaku, který převádí tlakovou energii na výchylku měřícího zařízení. Výhodou těchto manometrů je poměrně široký rozsah měřených tlaků, od 0 do cca 2000 MPa. Je určen především pro měření tlaku vzduchu (při měření tlaku vodních par je nutné jej připojit přes tzv. kondenzační smyčku)
Boudonův manometr využívá principu sploštělé trubičky zahnuté do kruhového tvaru, která se při připojení tlaku snaží narovnat a naopak při odpojení tlaku se vrací do kruhového tvaru. Ačkoli tato změna je prakticky neznatelná, postačuje k převodu tlakové síly na výchylku ukazatele manometru. Napětí této Boudonovy trubice se někdy zvětšuje sploštěním do tvaru písmene C nebo stočením trubice do tvaru šroubovice.
V praxi je sploštělá tenkostěnná trubice připojena na zdroj tlaku měřeného média. Druhý, uzavřený, konec se při rostoucím tlaku pohybuje do oblouku a tím se pomocí malé převodovky rozpohybuje ukazatel do rotačního pohybu. Tento mezičlen, převodovka je většinou nastavitelná. Prostor ke kalibraci poskytuje umístění počátku (nulového tlaku) a umístění číselníku.
Na následujícím obrázku je zobrazen manometr s kombinovaným ciferníkem pro měření přetlaku a podtlaku.

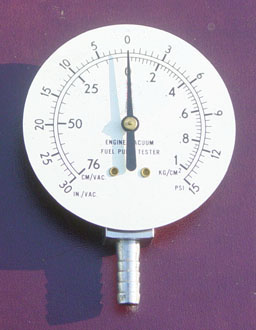
Přední část s ukazatelem a ciferníkem

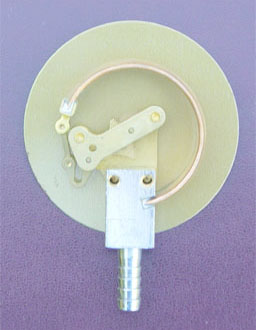
Mechanická část s Bourdonovou trubicí

- the left side of the face, used for measuring manifold vacuum, is calibrated in centimetres of mercury on its inner scale and inches of mercury on its outer scale.
- the right portion of the face is used to measure fuel pump pressure and is calibrated in fractions of 1 kgf/cm² on its inner scale and pounds per square inch on its outer scale.

##### Mechanické detaily
Pevné součásti:

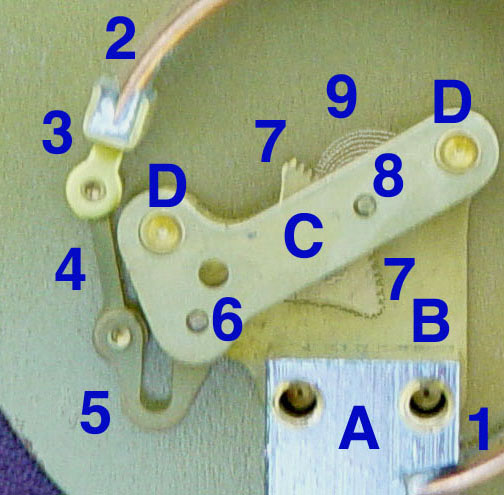
Detail mechanických dílů

- A: Vstupní blok. Spojuje přívodní trubku k pevnému konci Bourdonovy trubice (1) a zajišťuje desku šasi (B). Dva otvory jsou určeny pro přišroubování pouzdra.
- B: Deska šasi. Slouží k připojení ciferníku, součástí jsou také díry pro osky ostatních součástí.
- C: Druhá deska šasi. Zajišťuje druhé konce osek.
- D: Distance spojující a vymezující vzdálenost mezi oběma deskami šasi.

Pohyblivé části:
1. Pevný konec Bourdonovy trubice, který je propojen s přívodní trubkou přes vstupní blok.
2. Pohyblivý konec Bourdonovy trubice. Tento konec je zatěsněn.
3. Čep
4. Díl spojující čep s pákou (5) oba díly umožňují rotaci.
5. Páka, která je prodloužením úhlového převodu (7)
6. Čep úhlového převodu.
7. Úhlový převod.
8. Osa ukazatele. Má ozubené kolo, které zapadá do úhlového převodu (7) a prochází ciferníkem kde je na ni připojen ukazatel. Vzhledem k malé vzdálenosti mezi pákou a čepem a rozdílu mezi efektivní poloměrem úhlového převodu a ozubeného kola na ose ukazatele, je každý pohyb Bourdonovy trubice velmi zesílen. I malý pohyb trubice má za následek značný pohyb ukazatele.
9. Vlasová pružina zajišťující předpětí úhlového převodu. Eliminuje kmitání a určuje hysterezi.

## Aplikace

### Měření průtoku, měření rychlosti těles pohybujících se v tekutinách
K měření průtoku tekutiny nebo rychlosti těles pohybujících se v tekutinách se užívá rozdílů v dynamickém tlaku při obtékání zúženého místa potrubí (sondy) nebo letícího tělesa. Typickým zařízením pro taková tlaková měření je Pitotova trubice, nebo její modifikace - Prandtlova sonda.

### Měření výšky
Změny atmosférického tlaku s výškou se využívá při měření výšky pomocí barometru, v tomto případě zvaném výškoměr.

## Technické normy pro měřidla tlaku
Evropské normy (CEN)
- EN 472 : Měřidla tlaku. Terminologie
- EN 837-1 : Měřidla tlaku - Část 1: Tlakoměry s pružnou trubicí - Rozměry, metrologie, požadavky a zkoušení.
- EN 837-2 : Měřidla tlaku - Část 2: Doporučení pro volbu a instalaci tlakoměrů
- EN 837-3 : Měřidla tlaku - Část 3: Membránové a krabicové tlakoměry - Rozměry, metrologie, požadavky a zkoušení

Americké normy (ASME)
- B40.100-2005: Tlakové snímače a připojení měřidel
- PTC 19.2-2010 : Předpis prováděcího testu pro měření tlaku.